# Caprauna
Caprauna (piemontiul: Cravaun-a) település Olaszországban, Piemont régióban, Cuneo megyében. Lakosainak száma 88 fő (2023. január 1.). Caprauna Alto, Armo, Borghetto d’Arroscia, Ormea, Pieve di Teco és Aquila d’Arroscia községekkel határos.

## Népesség
A település népességének változása:

| 2018 | 104 |
| 2023 | 88  |